# Mallophora leucopyga
Mallophora leucopyga là một loài ruồi trong họ Asilidae. Mallophora leucopyga được Artigas & Angulo miêu tả năm 1980. Loài này phân bố ở vùng Tân nhiệt đới.